# БАРМ
БАРМ — большой автодорожный разборный мост.
Большой автодорожный разборный мост БАРМ предназначен для строительства новых и восстановления разрушенных высоководных мостов на военных автомобильных дорогах.
В ВС РФ находятся на оснащении железнодорожных бригад и бригад МТО.

## Техническое описание
БАРМ рассчитан на нагрузку в 60 т и обеспечивает движение автотранспорта в двухпутном направлении. Из материальной части БАРМ возводятся однопролётные и многопролетные мосты с пролетами по 52,5 м как разрезной, так и неразрезной системы под двухпутное движение с промежуточными опорами, состоящими из надстройки, устанавливаемой на основания, которые сооружаются из местных материалов. В качестве опор могут быть также использованы сохранившиеся капитальные и временные опоры.
Комплект БАРМ состоит из двух пролётных строений с ездой понизу с расчётным пролётом 52,5 м и габаритом проезда 7 м, одной надстройки промежуточной опоры высотой 8,84 м, монтажного оборудования, приспособлений для транспортировки.
Эти опоры состоят из надстройки, устанавливаемой на основания, которые сооружаются из местных материалов. В качестве опор могут быть также использованы сохранившиеся капитальные и временные опоры. Общая длина моста из комплекта — 106 м, максимальный пролёт — 53,3 м, ширина проезжей части — 7 м, максимальная высота опоры — 15 м, вес комплекта моста — 136,6 т, время сборки моста — 20—40 часов.

### Транспортировка комплекта моста
Транспортировка комплекта осуществляется на 28 автомобилях МАЗ-504 с седельными прицепами или 18 железнодорожных платформах.
В возведении моста принимают участие 40 военнослужащих, задействовано 7 единиц специальной техники.

### Установка
Алгоритм установки БАРМ состоит из нескольких этапов. Вначале специальной мостовой батальон осуществляет подвижку пролетного строения моста под кран повышенной грузоподъемности. Затем конструкция поднимается, укладывается на заранее приготовленные опоры и надежно к ним крепится. Финальный этап установки моста занимает до 2-х часов, в нем участвуют порядка 60 специалистов.

## Применение
БАРМы регулярно применяются подразделениями дорожных войск при проведении учений и практических занятий различного уровня, а также при наведении разрушенных мостов. Так, в ноябре 2014 г. подразделения дорожных войск установили аналогичный БАРМ длиной 160 метров через р. Западная Двина в районе г. Велиж Смоленской области, где в результате просадки балочного моста была нарушена переправа между двумя частями города. В 2016 году для скорейшего восстановления сообщения через реку Литовка на автомобильной дороге А188 Угловое — Находка в районе посёлка Новолитовск привлечено около 160 специалистов, задействовано 60 единиц автомобильной и специальной техники. Военные мостовики забили в грунт 64 сваи, на которых затем были смонтированы специальные площадки для крепления металлических опор. Кроме этого, военнослужащими мостового батальона была проведена рекогносцировка местности, в результате которой определили место наведения мостового перехода.